# اموکروم
اموکروم یا رنگدانه بصری به رنگدانه‌های زیستی که در چشم سخت پوستان و حشرات وجود دارد گفته می‌شود. رنگ چشم توسط اموکروم تعیین می‌شود. اموکروم‌ها همچنین در سلول‌های حاوی رنگدانه در کروماتوفور، سرپایان و عنکبوت‌ها یافت می‌شود.
اموکروم‌ها حاصل متابولیسم تریپتوفان از طریق کینورنین و هیدروکسی کینورنین-۳ می‌باشد.
درواقع اموکروم‌ها علت تنوع بالای رنگ‌ها از رنگ زرد تا قرمز و قهو ه‌ای و سیاه هستند. رنگ‌های روشنتر به وسیله اوماتین‌ها به وجود می‌آیند و از ترکیب اوماتین‌ها و اومین‌ها رنگ‌های تیره‌تر تولید می‌شوند.
در عنکبوت‌ها، اموکروم‌ها معمولاً به صورت ذرات رنگدانه در سلول‌های پوست زیرین که زیر پوشش مویی قرار دارد ذخیره می‌شوند.